# Пустой Осовец
Пустой Осове́ц (бел. Пусты Асавец) — деревня в составе Маховского сельсовета Могилёвского района Могилёвской области Республики Беларусь.

## Географическое положение
Ближайшие населённые пункты: Малый Осовец, Красный Осовец.

## История
В 1865 году в составе Кутнянской волости Быховского уезда Могилевской губернии.

## Население
- 1999 год — 63 человека
- 2010 год — 37 человек